# Dominique Siassia
Dominique Siassia (Osterburg, 18 luglio 1979) è un'attrice tedesca, oltre che cantante ed insegnante di danza. Ha raggiunto la popolarità in particolare attraverso la soap opera Tempesta d'amore nel ruolo principale della massaggiatrice Samia Gruber (nata Obote).

## Biografia
Dominique Siassia ha trascorso la sua infanzia in Congo, il paese d'origine del padre. Pertanto, oltre al tedesco ed all'inglese, parla correntemente anche il francese ed il kikongo.
In Germania, dopo il liceo scientifico, ha frequentato, dal 2000 al 2004, l'università delle arti "Folkwang-Hochschule" di Essen.
È insegnante di danza con formazione in danza jazz, danza moderna e danza hip-hop.
Ha debuttato in teatro sotto la direzione di Burkhard Kosminski al Düsseldorfer Schauspielhaus. 
In televisione è stata protagonista di alcuni spot di Adidas. 
Dal mese di aprile 2007 ha avuto il ruolo di Samia Gruber nella soap opera Tempesta d'amore (Sturm der Liebe). Dal gennaio 2008 è protagonista femminile, mentre Christof Arnold è il protagonista maschile.